# Batalha de Elli
A Batalha de Elli (em grego: Ναυμαχία της Έλλης; em turco: İmroz Deniz Muharebesi), também chamada de Batalha de Dardanelos, foi uma batalha naval ocorrida em 16 de dezembro de 1912 perto do estreito de Dardanelos no Mar Egeu entre as frotas navais do Reino da Grécia e do Império Otomano durante a Primeira Guerra Balcânica.
O confronto começou quando os otomanos tentaram lançar um ataque contra a ilha de Imbros. A frota otomana partiu de Dardanelos às 9h30min, sob o comando do capitão Ramiz Bey. A flotilha grega, sob o comando do almirante Pavlos Kountouriotis, vinha da ilha de Lemnos e alterou seu curso a fim de bloquear o avanço dos navios otomanos.
Os otomanos abriram fogo às 9h40min de uma distância de aproximadamente catorze quilômetros. O cruzador blindado e capitânia grega Georgios Averof conseguiu cruzar para o outro lado da frota otomana, deixando-os na posição desfavorável de serem alvejados dos dois lados. Os navios otomanos reverteram seu curto às 9h50min sob forte pressão da artilharia grega, iniciando um retorno para a segurança dos estreitos. Entretanto, a virada foi mau executada e as embarcações saíram de formação, bloqueando os campos de tiro umas das outras.
Ambos os lados pararam de atirar às 10h17min e a frota otomana retirou-se para Dardanelos. As embarcações chegaram no porto às 13h e transferiram suas baixas para o navio hospital Resit Paşa. A batalha foi considerada uma vitória grega porque os otomanos continuaram sob bloqueio, incapazes de deixar Dardanelos.